# Ceratoloculina
Ceratoloculina es un género de foraminífero bentónico considerado como nomen nudum e invalidado, aunque también considerado un sinónimo posterior de Articulina de la subfamilia Tubinellinae, de la familia Hauerinidae, de la superfamilia Milioloidea, del suborden Miliolina y del orden Miliolida. Su rango cronoestratigráfico abarcaba el Holoceno.

## Clasificación
En Ceratoloculina no se ha considerado ninguna especie.